# Lamprosema progonialis
Lamprosema progonialis là một loài bướm đêm trong họ Crambidae.